# 庫圖擬鯉
庫圖擬鯉（学名：Rutilus kutum）为輻鰭魚綱鯉形目雅羅魚科的一個種，分布於裏海流域，棲息在中底層水域。該物種於1901年由Kamensky描述，一般身長45公分至55公分，最長可達70公分，體重一般為4公斤，少數可達5公斤，主要以軟體動物、蝦、片腳類和螃蟹為食，幼魚以輪蟲、微小枝角類、矽藻和橈足類幼蟲為食。由於過度捕撈和污染，族群數量似乎已經銳減，它的肉和魚子被當作食物享用，在伊朗的吉蘭省和馬贊德蘭省備受推崇。